# Вини
Вини је ненасељено острвце у саставу атола Нукунону у оквиру острвске територије Токелау у јужном делу Тихог океана. Налази се у северозападном делу атола, између острваца Факанава Тау Лото и Те Пука и Мули. Прекривено је тропским растињем.